# デザレー・クストー
デザレー・クストー Desireé Cousteau（本名Deborah Clearbranch、サバンナ (ジョージア州) 出身、1956年 - ）は、1970年代・80年代に活躍したアメリカ合衆国のポルノ女優。1978年の映画『スペシャル・マシーン (Pretty Peaches) 』と1979年の『アブノーマル・テクニシャン (Inside Desireé Cousteau) 』で最も有名である。

## 来歴
クストーは1974年の女囚もののB級映画『女刑務所/白昼の暴動』の端役で銀幕デビューした。しかし彼女は一般映画では開花しなかった。間もなく彼女は、自分が急成長するポルノ映画の世界に引き込まれていくのに気付いた。彼女は1970年代中頃から1980年代後期まで、ポルノ映画界で堅実に働いた。
彼女は1978年に、ポルノ映画監督アレックス・デレンジーのXRCO殿堂入り映画『スペシャル・マシーン (Pretty Peaches)』の演技で、Adult Film Association of America（AFAA）から最優秀主演女優賞を受賞した。クストーは「Peaches」を演じ、「なんの心配もなく陽気に人生を突き進む、軽率で楽天的な女性」を表現した。映画の中で彼女は父親の結婚式に出席した後、自動車事故に遭い意識不明となる。2人の男が彼女を見つけ、そして彼女が記憶喪失にかかっていることが判明すると、彼らはこの状況を利用して彼女を助けると申し出る。Peachesは男たちからもたらされる、あらゆる馬鹿げた提案や出来事に対して、笑い続けるしかないと決意した。
「Peaches」に加え、クストーが演じたキャラクターの多くは幾分バカであった。そして一部の観衆は女優自身も同じように間抜けなのだろうと決めてかかった。
半自伝的な映画『アブノーマル・テクニシャン (Inside Desireé Cousteau) 』で、若く美しいデザレーは、男性が彼女の色香に関心を示さないような仕事を見つけるのに、大変な苦労をする。最初は大統領の有力候補ライアンに接近する、有能な報道記者としてスタートした。これは彼がデザレーに人生におけるスクープを提供する、プールでの異常なシーンで終わる（プール内で性行為をし、射精する）。次に彼女は戸別訪問の女性販売員に挑戦した。最初の顧客である官能的な赤毛の女性に全ての商品を売り終えると、夫が入って来て3Pが始まった。（顧客の自慰行為を盗み見してしまうところから始まる。顧客とレズシーンが始まり、行為を終えたところで顧客の夫が帰ってくる。）（その後、洋服店の販売員となるが、客の試着を手伝っていると客とレズ行為に発展し、それを見つけた店長（女性）をも巻き込んでレズの３Pが始まる。店長が絶頂に達したあと、デザレーは首を宣告される。）変化を求めて彼女は豪華ヨットでの仕事を見付けるが、2人のポルノスター（ジョン・ホームズとセレナ）と深い関係になる。彼女は最終的に、自分の試みるあらゆる仕事が結果的にセックスに帰結するという事実を受容する。彼女はポルノスターの仕事に専念し、「その後はずっと幸福に過ごした」。
ポルノ映画界を引退した後、クストーは故郷ジョージア州公認の児童心理学者になった。

## 受賞
- 1978年 AFAA最優秀主演女優賞 - 『スペシャル・マシーン (Pretty Peaches) 』[2]
- 1993年 XRCO殿堂顕彰[1]
- 1997年 AVN殿堂顕彰[5]

## 文献
ニコラス・バルバーノ Nicolas Barbano 著『Verdens 25 hotteste pornostjerner（世界で最も人気の高い25人のポルノスター）』(デンマーク、ロシナンテ社 1999年 : ISBN 87-7357-961-0) には彼女について書かれた章がある。